# Friedrich Herzog & Co.

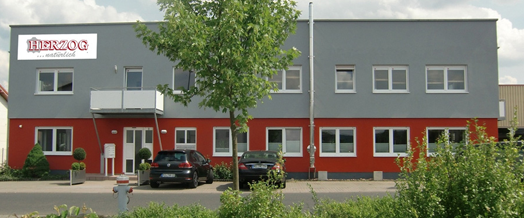
Firmengebäude von 1993

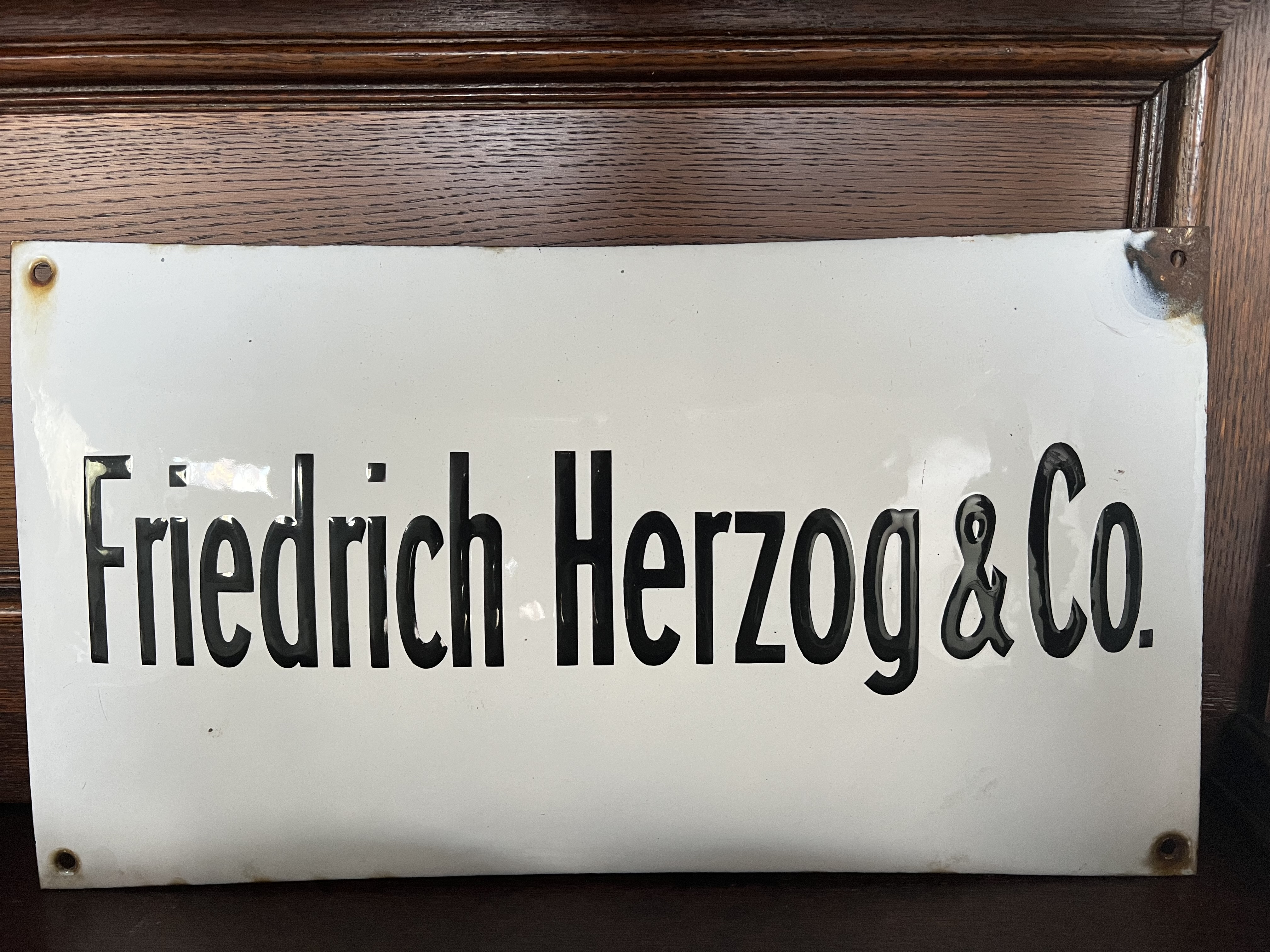
Emailschild von 1949

Friedrich Herzog & Co. ist Zulieferer von Leder im Orgelbau. Das Familienunternehmen produziert in Wörth am Main in Unterfranken und wird in dritter Generation geführt. Neben Leder versorgt die Firma Orgelbauer international auch mit Teilen für mechanische, elektrische und pneumatische Trakturen. Weitere Geschäftsfelder sind der Handel mit Orthopädieleder für Schuhe und Einlagen, mit Fashionleder sowie mit Fellen.

## Geschichte
Friedrich Herzog gründete die Firma Friedrich Herzog & Co. im Jahr 1900 in Frankfurt am Main. Im Zweiten Weltkrieg wurde das Firmengebäude völlig zerstört, weshalb die Firma seit 1949 in Wörth am Main weitergeführt wurde.
Karl Latz, erst Angestellter der Firma und später Prokurist, übernahm die Firma 1956. Sein Sohn Christoph Latz ist seit 1996 Inhaber der Firma und führt die Friedrich Herzog & Co. seither weiter.

## Produkte

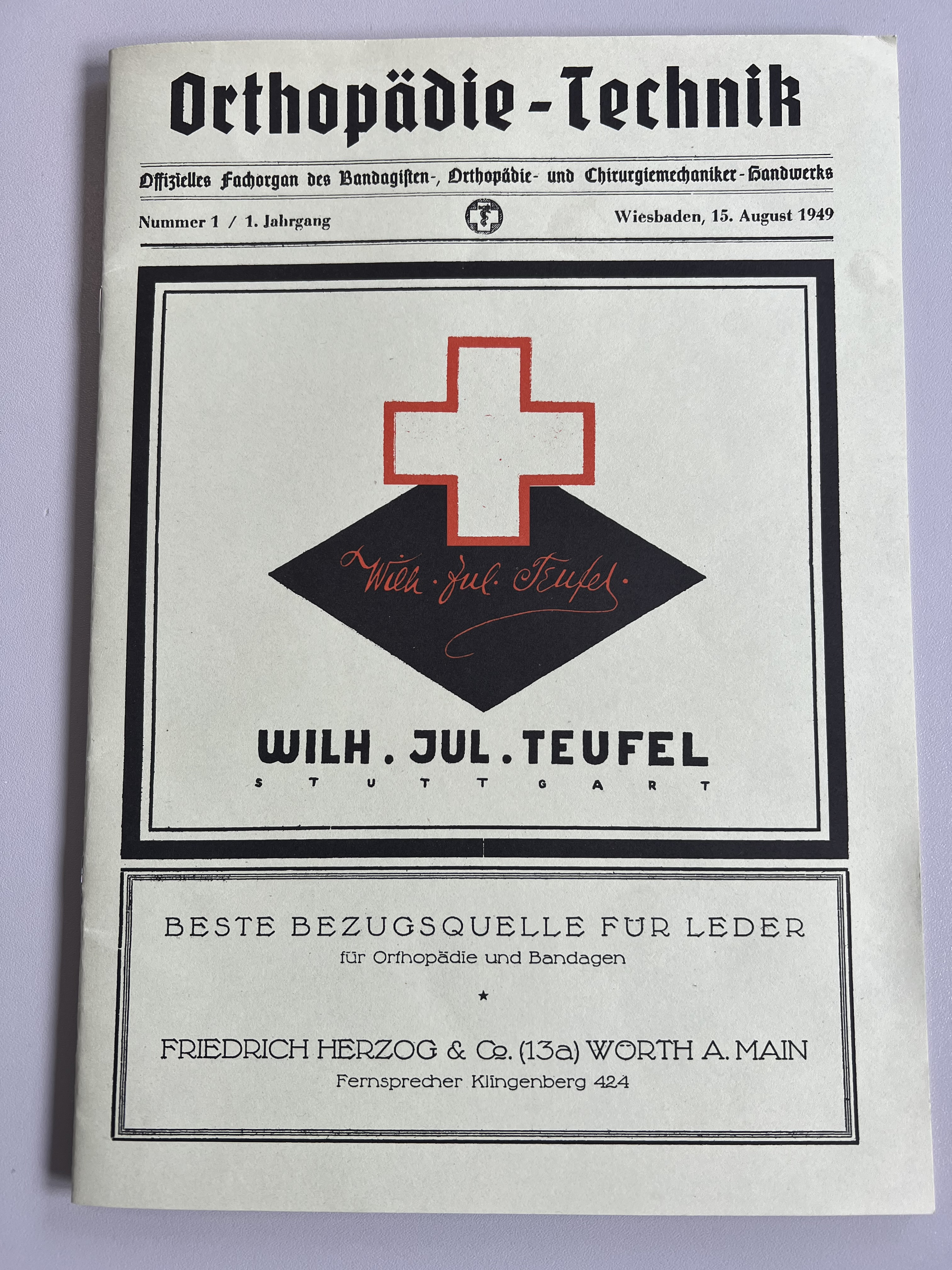
1. Ausgabe Orthopädie Technik

- Leder
- Gummituch
- Orgelmembranen
- Orgelteile aus Leder
- Orthopädieleder aller Art
- 1. Ausgabe Orthopädie TechnikPergament[5]

## Mitgliedschaften
- International Society of Organbuilders[6]
- Bund Deutscher Orgelbaumeister[7]

## Weblinks

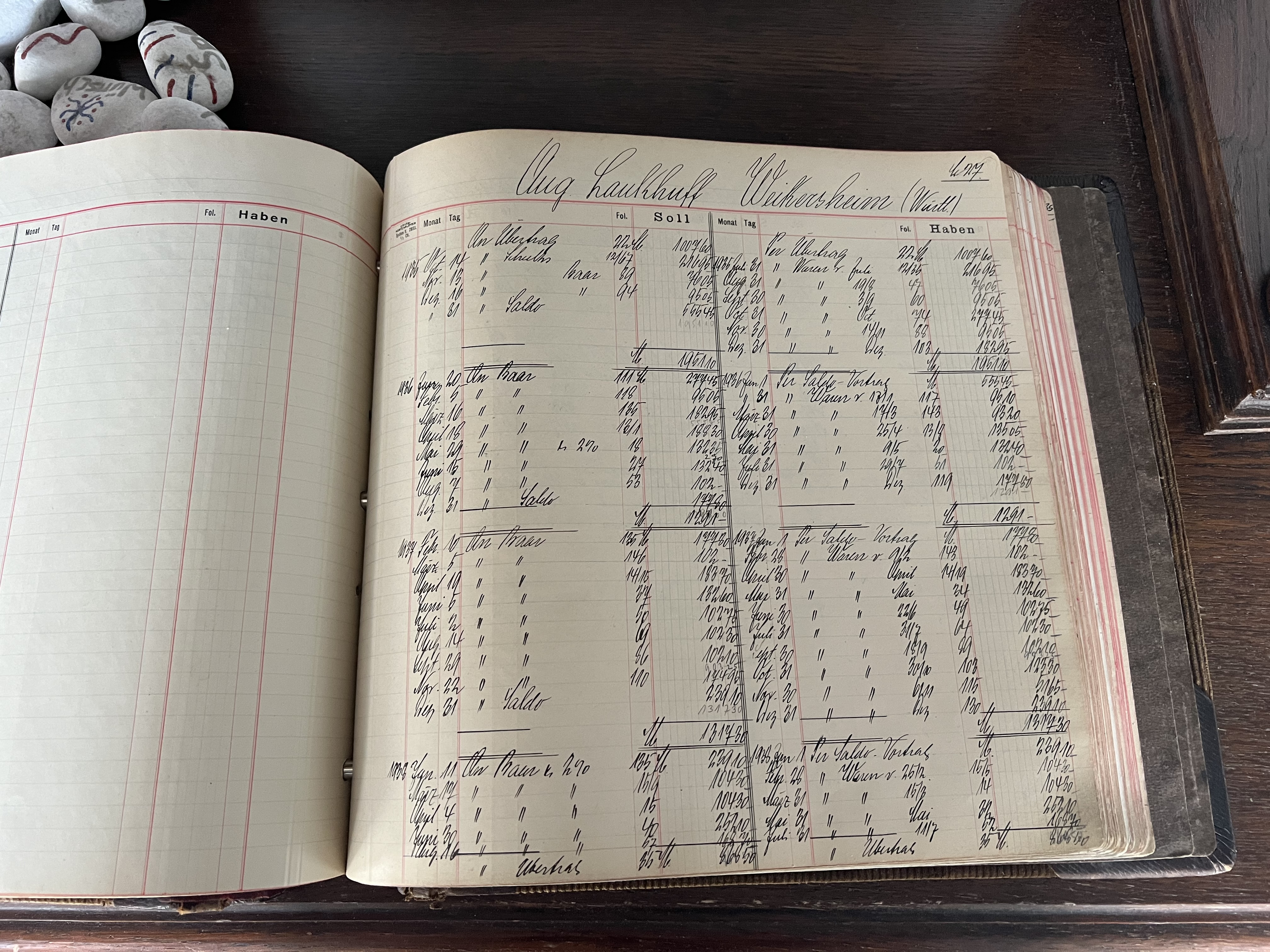
Hauptbuch Eintrag von 1935